# Schloss Bockfließ

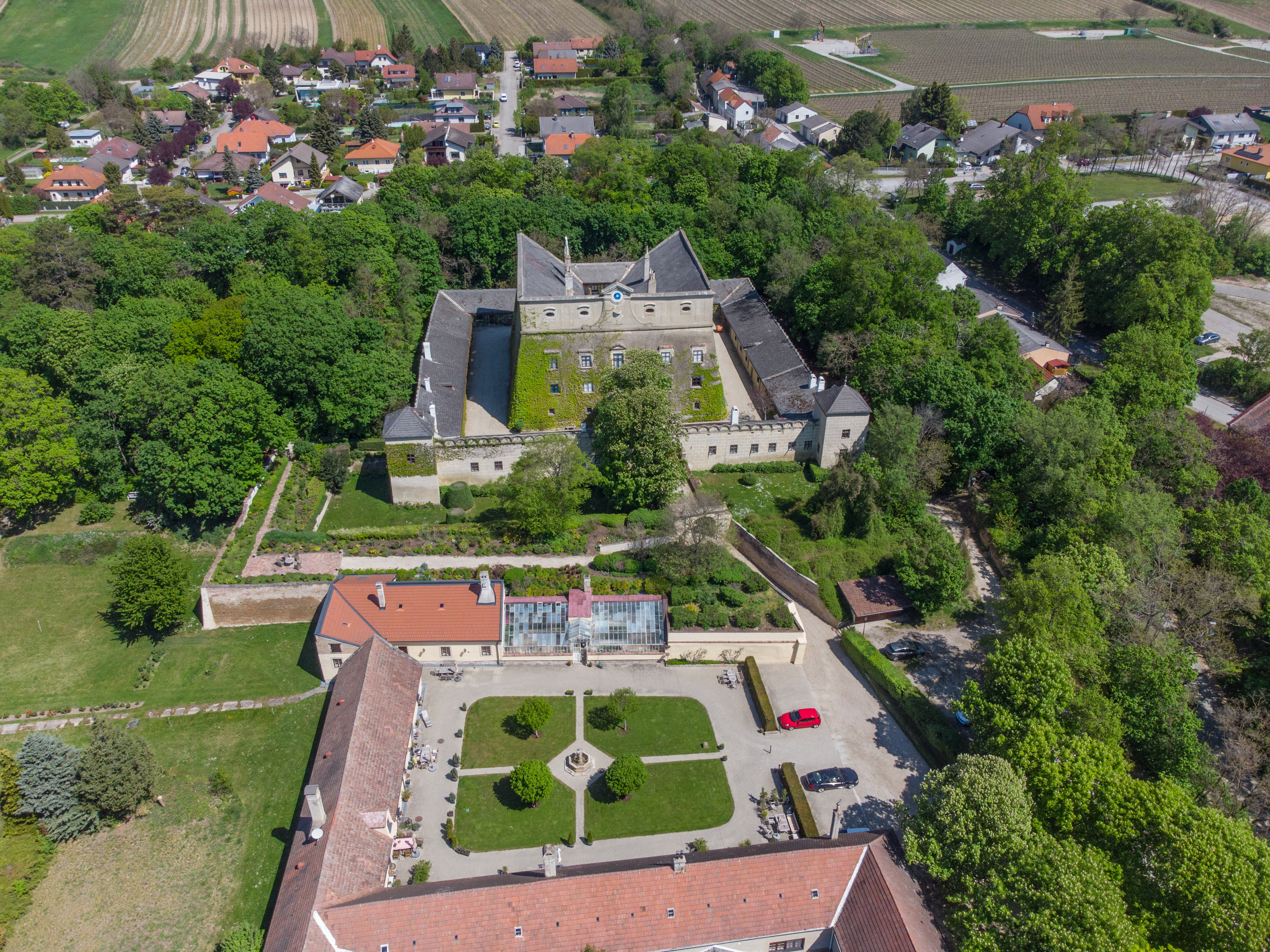
Schloss Bockfließ, Ansicht von oben

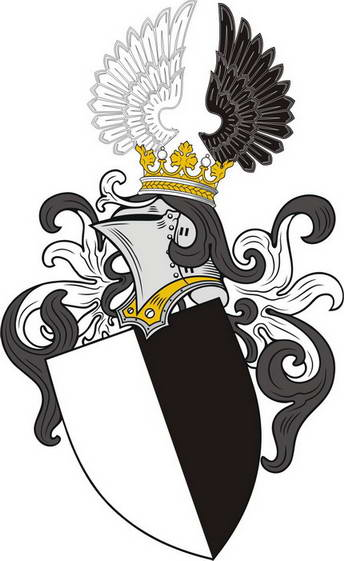
Wappen der Reichsgrafen von Abensperg und Traun

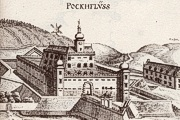
Historische Ansicht Schloss Bockfließ

Das Schloss Bockfließ ist ein Schloss in der Marktgemeinde Bockfließ im Bezirk Mistelbach in Niederösterreich.

## Geschichte
Das Schloss Bockfließ, gelegen im Weinviertel, Niederösterreich, ist ein bedeutendes historisches Bauwerk mit einer wechselvollen Geschichte, die bis ins 12. Jahrhundert zurückreicht. Der früheste schriftliche Nachweis eines Herrensitzes stammt aus dem Jahr 1168, als ein Ritter Luduvicus de Pochvlise urkundlich erwähnt wurde. Zu dieser Zeit befand sich auf dem künstlich aufgeschütteten Hausberg, dem heutigen Kalvarienberg, ein von Palisaden geschützter Wohnturm.
Nach den Herren von Bockfließ, die letztmals 1292 erwähnt wurden, gelangte die Herrschaft um 1346 teilweise an Bertold von Bergau und ab 1372 an die Herren von Eckartsau. Herzog Albrecht IV. belehnte sie 1396 mit Bockfließ. Nach dem Erlöschen der Eckartsauer Linie 1507 ging der Besitz an Sigmund Ludwig von Polheim über, der mit Anna von Eckartsau verheiratet war. Kaiser Maximilian I. bestätigte ihm den Besitz als freies Eigen. Vermutlich wurde das heutige Schloss in dieser Zeit neu errichtet.
Ab 1547 war die Herrschaft im Besitz der Familie Prankh und später, ab 1592, von Andreas Freiherr von Teufel, einem Vertreter des Protestantismus. Finanzielle Probleme unter Carl Freiherr von Teufel führten 1621 zur Konfiszierung durch die Landstände. 1635 erwarb Sigmund Adam Graf Traun die Liegenschaft. Unter Graf Ernst von und zu Traun, der 1653 in den Reichsgrafenstand erhoben wurde, erhielt das Schloss den Namenszusatz Abensperg-Traun.
1663 wurde das Schloss zur Befestigungsanlage für die Bevölkerung ausgebaut, was sich 1683 bei der Abwehr türkischer Streifscharen bewährte. Die erhaltenen Säbelhiebe am Innentor sind Zeugnisse dieser Auseinandersetzung. Aufgrund seiner strategischen Bedeutung wurde das Schloss als „Brustwehr des Marchfeldes“ bezeichnet.
Ein Sturm im Jahr 1780 zerstörte den Dachstuhl, worauf Rudolf Graf Abensperg-Traun das Gebäude durch den Aufsatz eines weiteren Stockwerks mit einem nach innen geneigten Pultdach modernisierte. Dieser Umbau prägt das heutige Erscheinungsbild.
Das Schloss erlitt schwere Zerstörungen während der Franzosenkriege 1809 und erneut 1945 durch russische Truppen im Zweiten Weltkrieg. Zahlreiche historische Gegenstände, darunter Waffen, Porzellan und Möbel, gingen verloren. Die Familie Abensperg-Traun führte umfangreiche Restaurierungsarbeiten durch, um die Schäden zu beheben. Durch die Heirat von Maya Gräfin Abensperg-Traun, Tochter von Fideikomisserben Johann Adam Grafen Abensperg-Traun und Margarethe Gräfin Abensperg-Traun, mit Johann Ulrich Grafen Goess ging der Besitz in die Familie Goess über. Heute befindet sich das Schloss im Besitz der Gräfin Maya Goess, geborene Abensperg-Traun, und dient als privater Wohnsitz.

## Architektur
Das Schloss liegt auf einer leichten Anhöhe am Nordrand des Ortes und zeigt eine wehrhafte Architektur. Die nahezu quadratische Anlage ist von einer erhaltenen Wallanlage umgeben, die im Süden durch ein barockes Portal mit Brücke geöffnet ist. Die sieben Meter hohe Außenmauer ist mit Schießscharten, Bogenzinnen und rustizierten Quadern ausgestattet. An der Dorfseite verstärken zwei viereckige Türme die Mauer, die ursprünglich mit Zwiebelhelmen bedeckt waren, später jedoch Zeltdächer erhielten.
Das Wohnschloss mit seinen bis zu vier Meter dicken Mauern wirkt außen streng, während der Innenhof durch dreigeschoßige Renaissance-Arkaden geprägt ist. Diese Arkaden mit Kreuzgratgewölben sind mit Jagdtrophäen dekoriert. Weitere Details umfassen das barocke Doppelwappen Traun-Batthyány über dem Haupteingang sowie den Volutengiebel mit dem Wappen der Abensperg-Traun, der 1780 hinzugefügt wurde.

## Nebengebäude und Park

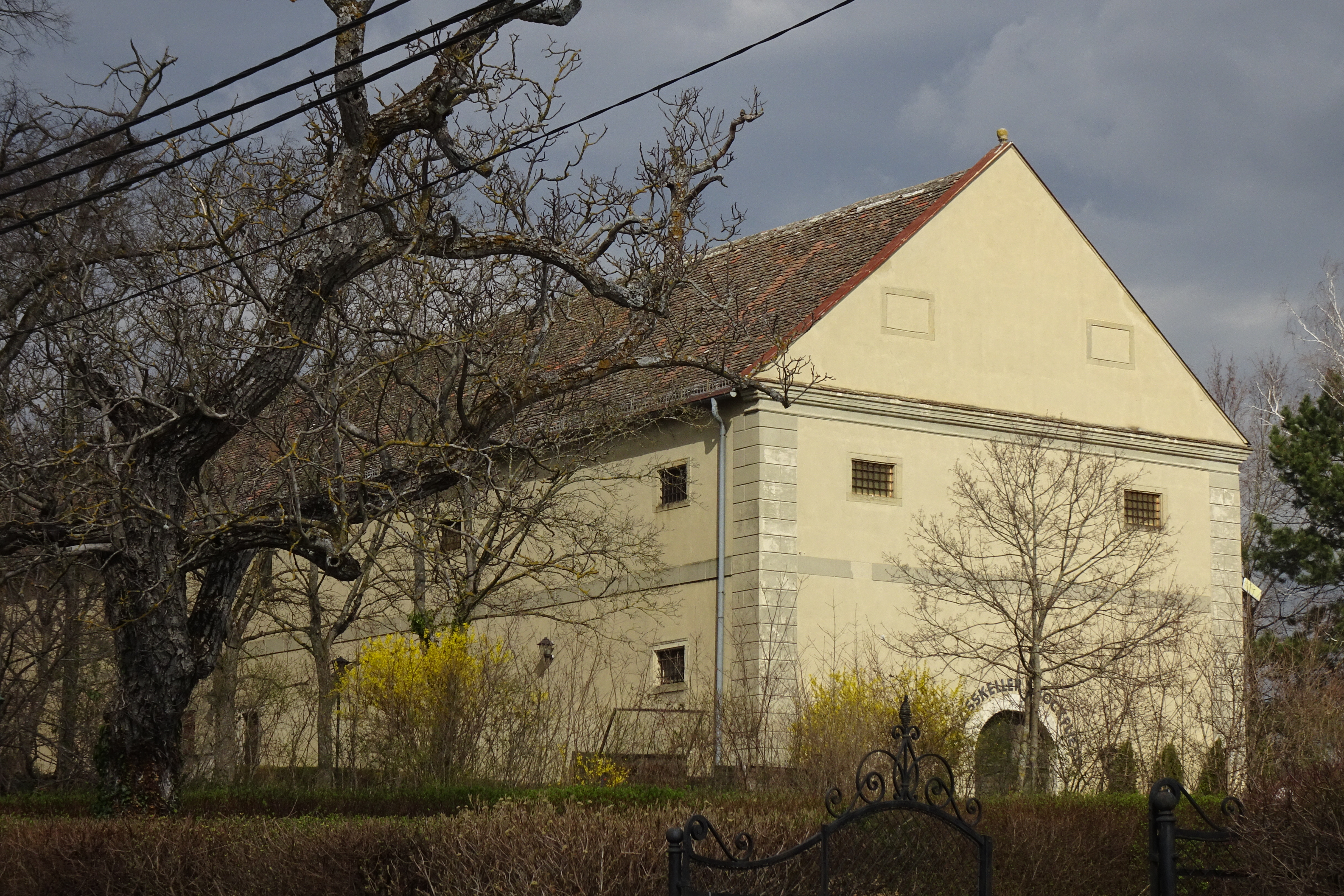
Der Schüttkasten

Außerhalb der Befestigungsanlagen befinden sich der barocke Meierhof mit der ehemaligen Falknerei sowie der zweigeschoßige Schüttkasten von 1670. In diesem haben sich zwei aufwendig verzierte Weinpressen aus dem Jahr 1698 erhalten. Der heutige Park, der das Schloss umgibt, weist noch Reste eines barocken Buchsbaumparterres auf.